# Гако Адаміді
Гако Адаміді (алб. Gaqo Adhamidhi; нар. 1859 року, Корча, Османська імперія), також відомий як Адамід Фрашері — албанський лікар і політичний діяч початку ΧΧ століття.

## Життєпис
Адаміді народився в місті Корча, яке тоді входило до складу Османської імперії, нині — територія Албанії. Як і більшість представників місцевої православної громади, він емігрував у молодому віці. Оселився в Єгипті, де здобував медичну освіту та став лікарем. Адаміді був близьким другом лікаря та політичного діяча Міхала Туртуллі, ще одного відомого представника албанської громади в Єгипті.
У 1892—1914 роках, Адаміді працював особистим лікарем Аббаса II Хільмі, останнього хедива Єгипту та Судану з династії Мухаммеда Алі. Під час перебування в Єгипті, Адаміді намагався налагодити співпрацю між місцевою албанською громадою та албанською громадою в Румунії, однак ці спроби виявилися безуспішними. У 1914 році, після подій, пов'язаних з декларацією незалежності Албанії та новоствореною албанською державою, Адаміді повернувся на батьківщину, де обійняв посаду міністра фінансів у кабінеті 1914 року (подав у відставку 20 травня 1914 року) під керівництвом Турхана-паші Перметі — першому уряді Албанського князівства.
З початком Першої світової війни Адаміді оселився у Швейцарії, де співпрацював із Лозаннським університетом. Проживши багато років у Швейцарії, він став головою «Албанської національної ради» — політичного товариства албанської діаспори в Женеві. Також він представляв Албанію у Лізі Націй.

## Літературний прообраз
Прийнято вважати, що албанський поет і драматург Андон Чако, більш відомий як Андон Зако Чаюпі, один із помітних діячів албанського національного відродження, створив комічного персонажа «Доктор Адамуті» у своїй комедії Klubi i Selanikut («Салоніцький клуб»), взявши за основу постать Георге Адаміді. Причиною для цього, ймовірно, стала особиста помста через невдале сватання, у якому Зако міг звинувачувати Адаміді. У сатиричному творі Зако персонаж Доктор Адамуті зображений як гротескний, скупий, неосвічений, проосманський псевдолікар.